# Campanula kermanica
Campanula kermanica là loài thực vật có hoa trong họ Hoa chuông. Loài này được (Rech.f., Aellen & Esfand.) Rech.f. mô tả khoa học đầu tiên năm 1965.